# Villa-chalet du prince Essling
La villa-chalet du prince Essling, est un bâtiment situé dans la commune genevoise de Collonge-Bellerive, en Suisse.

## Histoire
Construite par l'architecte vaudois Francis Gindroz pour André Masséna, prince d'Essling, qui lui donna son nom, elle est inscrite comme bien culturel suisse d'importance nationale et borde le lac Léman en aval de la plage publique de la Nymphe.